# Процессинговый центр
Процессинговый центр — юридическое лицо или его структурное подразделение, обеспечивающее информационное и технологическое взаимодействие между участниками расчётов.
В русском языке понятие «процессинговый центр», как правило, используется в применении к организациям, осуществляющим процессинг операций с использованием пластиковых карт.
Большинство российских банков, эмитирующих банковские карты, создаёт собственные банковские процессинговые центры — структурные подразделения банков, осуществляющие информационное и технологическое взаимодействие между участниками расчётов и обеспечивающие проведение внутрибанковской обработки операций с пластиковыми картами.
Каждая из систем расчётов по пластиковым картам накладывает свои требования на процессинговые центры, осуществляющие обработку операций по пластиковым картам. Так, например:
- VISA International и Mastercard Worldwide требуют сертификации платёжными системами в качестве процессора третьей стороны.
- American Express и Diners Club International требуют лицензирования платёжными системами на технологическое обеспечение операций.

Процессинговые центры в России также должны быть лицензированы ФСБ на предоставление услуг по шифрованию информации в международных платежных системах с использованием банковских карт и техническое обслуживание шифровальных средств, предназначенных для использования в международных платёжных системах.